# Перси, Хью, 10-й герцог Нортумберленд
Хью Элджернон Перси, 10-й герцог Нортумберленд (англ. Hugh Percy, 10th Duke of Northumberland; 6 апреля 1914 — 11 октября 1988) — британский аристократ. Занимал посты лорда-стюарда (1973—1988) и лорда-лейтенанта Нортумберленда (1956—1984).

## Биография
Хью Перси родился 6 апреля 1914 года и стал вторым сыном Алана Перси, 8-го герцога Нортумберленда (1880—1930), и леди Хелен Гордон-Леннокс (1886—1965). Он унаследовал герцогский титул в 1940 году, когда его старший брат Генри был убит в Бельгии во время Второй мировой войны при отступлении к Дюнкерку.
Учился в Итонском колледже и Крайст-черче в Оксфорде.
Нортумберленд был зачислен в Нортумберлендский гусарский полк. В 1940 году, будучи лейтенантом, он перевелся в Королевскую артиллерию. В 1947 году, будучи капитаном, он вернулся в Нортумберлендский гусарский полк.
- Мастер фоксхаундов Перси с 1940 по 1988 год
- Президент Королевского сельскохозяйственного общества Англии в 1956 и 1962 годах.
- Лорд-лейтенант Нортумберленда с 1956 по 1984 год.
- Председатель Совета сельскохозяйственных исследований с 1958 по 1968 год.
- Ректор Университета Ньюкасла с 1964 по 1988 год.
- Председатель Совета медицинских исследований с 1969 по 1977 год.
- Председатель Комитета по исследованию ящура.
- Лорд-стюард королевского двора с 1973 по 1988 год.

## Семья
12 июня 1946 года герцог Нортумберленд женился на леди Элизабет Диане Монтегю Дуглас Скотт (20 января 1922 — 19 сентября 2012), дочери Уолтера Монтегю Дугласа Скотта, 8-го герцога Баклю (1894—1973) и Вреды Эстер Мэри Ласселлз (1900—1973). В этом браке родились семеро детей:
- Каролина Мэри (род. 3 мая 1947), жена графа Пьераде Кабарруса;
- Виктория Люси Диана (род. 19 апреля 1949), жена Эйдана Катберта и Чарльза Лайона Феллоуса;
- Джулия Хелен (род. 12 ноября 1950), жена Николаса Крейга Харви;
- Генри (1 июля 1953 — 31 октября 1995), 11-й герцог Нортумберленд;
- Ральф (род. 16 ноября 1956), 12-й герцог Нортумберленд;
- Луиза (25 мая 1962 — 27 мая 1962)
- Джеймс Уильям Юстас (род. 18 июня 1965).